# Pseudoryssus emanuelis
Pseudoryssus emanuelis is een vliesvleugelig insect uit de familie van de Orussidae. De wetenschappelijke naam van de soort is voor het eerst geldig gepubliceerd in 1956 door Guiglia.